# Гарра (Вашингтон)
Гарра (англ. Harrah) — місто (англ. town) в США, в окрузі Якіма штату Вашингтон. Населення — 585 осіб (2020).

## Географія
Гарра розташована за координатами 46°24′25″ пн. ш. 120°32′32″ зх. д. / 46.40694° пн. ш. 120.54222° зх. д. (46.406958, -120.542260).  За даними Бюро перепису населення США в 2010 році місто мало площу 0,56 км², уся площа — суходіл.

## Демографія
Згідно з переписом 2010 року, у місті мешкало 625 осіб у 177 домогосподарствах у складі 142 родин. Густота населення становила 1121 особа/км².  Було 183 помешкання (328/км²).
Расовий склад населення:
| - 24,6 % — білих - 21,3 % — корінних американців - 0,5 % — чорних або афроамериканців - 0,2 % — азіатів - 48,3 % — осіб інших рас |

До двох чи більше рас належало 5,1 %. Частка іспаномовних становила 55,4 % від усіх жителів.
За віковим діапазоном населення розподілялося таким чином: 32,5 % — особи молодші 18 років, 58,7 % — особи у віці 18—64 років, 8,8 % — особи у віці 65 років та старші. Медіана віку мешканця становила 29,2 року. На 100 осіб жіночої статі у місті припадало 93,5 чоловіків;  на 100 жінок у віці від 18 років та старших — 106,9 чоловіків також старших 18 років.
Середній дохід на одне домашнє господарство  становив 51 490 доларів США (медіана — 48 269), а середній дохід на одну сім'ю — 53 254 долари (медіана — 49 125). Медіана доходів становила 36 250 доларів для чоловіків та 29 063 долари для жінок. За межею бідності перебувало 23,7 % осіб, у тому числі 33,8 % дітей у віці до 18 років та 8,7 % осіб у віці 65 років та старших.
Цивільне працевлаштоване населення становило 271 осіб. Основні галузі зайнятості: сільське господарство, лісництво, риболовля — 25,8 %, освіта, охорона здоров'я та соціальна допомога — 21,8 %, мистецтво, розваги та відпочинок — 15,9 %.